# The Imagine Project
The Imagine Project – album studyjny Herbiego Hancocka wydany 22 czerwca 2010.
Album został nagrany w wielu miejscach na świecie, obejmuje utwory stworzone we współpracy z różnymi artystami. Jego dopełnieniem ma być film dokumentujący proces nagrywania.
Nagrania w Polsce uzyskały status złotej płyty.

## Lista utworów
1. „Imagine” (feat. P!nk, Seal, India.Arie, Jeff Beck, Konono N°1 & Oumou Sangaré)
2. „Don’t Give Up” (feat. P!nk & John Legend)
3. „Tempo de Amor” (feat. CéU)
4. „Space Captain” (feat. Susan Tedeschi & Derek Trucks)
5. „The Times, They Are A Changin” (feat. The Chieftans, Toumani Diabaté & Lisa Hannigan)
6. „La Tierra” (feat. Juanes)
7. „Tamitant Tilay/Exodus” (feat. Tinariwen, K’naan & Los Lobos)
8. „Tomorrow Never Knows” (feat. Dave Matthews)
9. „A Change Is Gonna Come” (feat. James Morrison)
10. „The Song Goes On” (feat. K. S. Chithra, Chaka Kahn, Anoushka Shankar & Wayne Shorter)

Na podstawie: